# Guerra sucia
Guerra sucia es la locución que se ha utilizado en distintos contextos para indicar situaciones de intervención del ejército, paramilitares y terroristas en la cual se enfrentan contra grupos políticos disidentes y opositores en un país determinado, generalmente al margen de la legalidad vigente.

## Características

### Objetivos militares
La guerra sucia tiene ciertas diferencias con respecto a una guerra tradicional:
- Mientras en la guerra regular el único objetivo militar lícito es el combatiente armado en acción bélica, o -como lo formula Jean Pictet, uno de los grandes expertos en derecho internacional humanitario, que participó en los trabajos preparatorios de los Convenios de Ginebra de 1949- “Sólo se puede matar al soldado que puede matar”,[3] en esta modalidad de guerra el objetivo militar humano se extiende más.
- Mientras en la guerra regular es posible delimitar claramente la población combatiente y la población civil, en esta modalidad de guerra las fronteras son más difusas y franjas más amplias de población civil están involucradas en el conflicto.
- Mientras en la guerra regular solo son objetivos militares los bienes físicos que están al servicio directo de la acción bélica, en esta modalidad de guerra el blanco de ataque es mucho más amplio, puesto que la guerra de guerrillas se propone desmontar un modelo económico social.

Como ejemplo, en Colombia, los manuales de contrainsurgencia son muy explícitos en señalar que el enemigo al cual se debe combatir está principalmente entre la población civil. El manual de 1963 afirma que la guerra moderna consiste en enfrentarse  “a una organización establecida en el mismo seno de la población” y que “es entre los habitantes que se desarrollan las operaciones de guerra” y el manual de 1979 incluye entre los aspectos teóricos que deben conocer los soldados en su entrenamiento “el significado de la población civil como uno de los principales objetivos en la guerra irregular”. El manual de 1979 clasifica los paros, las huelgas, las organizaciones estudiantiles, el movimiento sindical y otras formas de organización popular como maneras “como se manifiesta la guerra revolucionaria en el país”.  Los capítulos más extensos de estos manuales están dedicados a la “inteligencia” y a la “guerra psicológica” y en ellos se prescriben infinidad de métodos de control, hostigamiento y represión contra la población civil, sin detenerse ante los procedimientos más repugnantes éticamente.
En Guatemala, el "Plan de operaciones Sofía" contiene los detalles de las acciones realizadas por el Ejército "para perseguir y aniquilar a la población civil en el área Ixil", en el departamento indígena de Quiché, durante la guerra interna entre 1960 y 1996.

### Economía de sufrimiento
Según Pictet:

La guerra consiste en emplear la coacción necesaria para obtener un resultado. No tiene objeto toda violencia que no sea indispensable para alcanzar esa finalidad. Por lo tanto, si tiene lugar, es absolutamente cruel y estúpida. Para lograr su objetivo, que es vencer, un Estado implicado en un conflicto tratará de destruir o debilitar el potencial bélico del enemigo, con el mínimo de pérdidas para sí mismo. Este potencial está integrado por dos elementos: recursos en hombres y recursos en material. Para desgastar el potencial humano –por el cual entendemos los individuos que contribuyen directamente en el esfuerzo bélico-  hay tres medios: matar, herir o capturar. Ahora bien, estos tres medios son equivalentes en cuanto al rendimiento militar; seamos francos: los tres medios eliminan con idéntica eficacia las fuerzas vivas del adversario. En lo humanitario, el razonamiento es diferente: la humanidad exige que se prefiera la captura a la herida, la herida a la muerte, que, en la medida de lo posible, no se ataque a los no combatientes, que se hiera de la manera menos grave –a fin de que el herido pueda ser operado y después curado- y de la manera menos dolorosa, y que la cautividad resulte tan soportable como sea posible.

Como se ve, se limita la extensión -a quiénes se pueden aplicar los ataques bélicos- y ni la guerra de guerrillas ni la guerra sucia lo cumplen. También hay límites en cuanto al lugar (la protección de bienes de gran valor humano y social, como son los bienes culturales y religiosos, o el control de alimentos que pueda producir hambre en sectores de la población no combatiente, o el pillaje). También se limitan las condiciones (métodos y medios empleados: prohibir ciertos tipos de armas y de procedimientos, como minas, cilindros, bombardeos desde el aire, fumigaciones, armas trampa, procedimientos-trampa cercanos a la perfidia, etc.)